# Pritchett & Gold
Pritchett & Gold war ein britischer Hersteller von Automobilen.

## Unternehmensgeschichte
Das Unternehmen aus dem Londoner Stadtteil Feltham entstand 1901 aus Pritchett Brothers. Es stellte Batterien her. 1902 begann die Produktion von Automobilen. Die Markennamen lauteten Meteor und Pritchett, möglicherweise auch P & G. 1905 endete die Automobilproduktion. Das Nachfolgeunternehmen war 1920 Pritchett and Gold and E. P. S. Co. Ltd.

## Fahrzeuge
Elektroautos entstanden zwischen 1902 und 1903 und wurden als Pritchett & Gold vermarktet. Die vordere Haube ähnelte den Motorhauben der damaligen Modelle von Renault. Die Karosserie bot Platz für zwei Personen.
Fahrzeuge mit dem Markennamen Meteor gab es zwischen 1903 und 1905. Sie hatten einen Ottomotor. Zur Wahl standen die Modelle 12 HP mit einem Einbaumotor von Blake und 24 HP mit einem Motor von Mutel. Bei beiden Motoren handelte es sich um Vierzylindermotoren. Der Motor war vorne im Fahrzeug montiert und trieb über eine Kardanwelle die Hinterachse an. Eine Quelle gibt zusätzlich einen Kleinwagen mit einem Motor von De Dion-Bouton an.